# 鮑伯·強森 (外野手)
羅伯特·李·強森（英語：Robert Lee Johnson，1905年11月26日—1982年7月6日），綽號「印地安鮑伯」，為前美國職棒大聯盟的左外野手，生涯曾效力於運動家、參議員(今雙城)與紅襪等隊。

## 職業生涯

### 費城運動家
1933年，運動家將艾爾·西蒙斯交易到白襪。強森也登上大聯盟，遞補西蒙斯的左外野空缺。當時球隊連續三年拿下聯盟冠軍，不過因為經濟大蕭條，總教練Connie Mack開始將陣中明星球員交易出去以節省開支。強森在菜鳥球季繳出2成90的打擊率，並敲出20轟與93分打點。這年運動家拿下79勝72敗，是1947年以前，最後一次勝率突破5成的賽季。1933年12月，米奇·寇克蘭和雷夫提·葛洛夫都被交易，球隊也就此一蹶不振。
1934年，強森繳出3成07的打擊率，期間打出連續26場比賽敲安的表現。而他敲出生涯新高的34轟與92分打點，17次助殺為聯盟最高。1935年，強森首度入選明星賽。該年他敲出28轟與109分打點。該年球季結束後，吉米·法克斯和道克·克拉默也被交易，強森就此成為運動家的唯一主力打者。接下來幾年，運動家都在聯盟敬陪末座，但是強森仍持續繳出穩定表現。1941年以前，他每年都能至少敲出20轟與打回100分以上的打點。1938年到1940年間，他都順利入選明星賽。
1939年，他繳出生涯新高的3成38打擊率，最後他在MVP票選上拿下第八名。1942年，他超越法克斯，成為隊史的得分王。他在運動家累積997次得分一直到1993年才被瑞奇·韓德森超越。這年他一樣入選明星賽，不過他開始對於球隊感到不滿。

### 華盛頓參議員
1943年3月，運動家將強森交易到參議員，換來Bobby Estalella。儘管他的打擊率2成65，敲出7轟與63分打點都是生涯新低，但他不僅入選明星賽，還在MVP票選上拿下第五名，寫下個人票選最佳紀錄。

### 波士頓紅襪
1943年球季結束後，紅襪買斷強森的合約。1944年，38歲的強森依舊打出強勢的表現。7月6日，強森達成完全打擊。整季他的打擊率為3成25，位居聯盟第三高。他還打回106分打點與聯盟次高的106次得分，並在MVP票選上拿下第10名。1945年，他繳出2成80的打擊率，並敲出12轟與74分打點。後來因為二戰結束，服役球員慢慢回歸，強森也藉此宣布退休。
歷史上只有強森和鈴木一朗能在27歲以後才上大聯盟，但依舊在大聯盟累積至少2000支安打。而強森整個職業生涯只被驅逐出場一次。

## 晚年
退休後，強森在小聯盟擔任5年的球員兼總教練。
1964年，強森入選華盛頓州運動名人堂。1989年，他入選費城棒球名人牆。
棒球作家Bob Carroll曾評價強森是一名穩定的球員。他說強森的生涯沒有特別突出的表現，但每年都能穩定維持3成左右的打擊率，就像撞鐘人一樣穩定。

## 生涯打擊成績
| 出賽次數 | 打席 | 打數 | 得分 | 安打 | 二安 | 三安 | 全壘打 | 打點 | 盜壘 | 保送 | 三振 | 打擊率 | 上壘率 | 長打率 | OPS  |
| -------- | ---- | ---- | ---- | ---- | ---- | ---- | ------ | ---- | ---- | ---- | ---- | ------ | ------ | ------ | ---- |
| 1863     | 8051 | 6920 | 1239 | 2051 | 396  | 95   | 288    | 1283 | 96   | 1075 | 851  | .296   | .393   | .506   | .899 |

## 個人生活
強森有7個兄弟姐妹。而強森一生有兩段婚姻，他與第一任妻子育有2女1子，但其中一個女兒後來因紅斑性狼瘡去世，唯一的兒子1歲就夭折。強森與第二任妻子育有1子，他在1982年因心臟衰竭去世，享年76歲。

## 外部連結
- 球員資訊和成績在MLB，ESPN，Retrosheet ，Baseball Reference ，Baseball Reference (Minors) ，Fangraphs，The Baseball Cube ，Baseball Almanac （英文）